# Danielle Lao
Danielle Marie Lao (nascida em 28 de maio de 1991) é uma tenista norte-americana. Lao alcançou a posição mais alta da carreira no ranking individual da Associação de Tênis Feminino (WTA, em inglês), chegando a 356.ª posição em 6 de outubro de 2014.

## Carreira juvenil
Lao venceu o USTA National Open de 2008.

## Carreira colegial
Lao competiu pela USC Trojans, onde foi condecorada duas vezes como All-American e foi capitã da equipe.

## Carreira profissional
Com Keri Wong, Lao conquistou o título de duplas do Circuito Feminino ITF 2014, realizado em Pelham, no Alabama.
Lao competiu no Coupe Banque Nationale 2014 em duplas, onde perdeu na primeira rodada com a parceira Alexandra Mueller.
Em 2013, Lao coescreveu um livro sobre tênis chamado The Invaluable Experience, em parceria com Rick Limpert, tornando-se um sucesso de vendas.